# Kathryn Bigelow
Kathryn Ann Bigelow (San Carlos, 27 novembre 1951) è una regista, sceneggiatrice e produttrice cinematografica statunitense.
È stata la quarta donna candidata e la prima donna a vincere il premio Oscar al miglior regista, riconoscimento ottenuto nel 2010 per aver diretto e prodotto il film The Hurt Locker, ottenendo anche il premio Oscar al miglior film per il medesimo. Nel 2013 riceve un'ulteriore candidatura come produttrice per il film Zero Dark Thirty.

## Biografia
Nata in California, dopo gli studi d'arte, durante gli anni settanta si trasferì a New York e frequentò gli ambienti delle avanguardie prima di dedicarsi al cinema. Nel 1978 girò il suo primo film, il cortometraggio Set-Up, subito accolto con interesse dai festival statunitensi ed europei. L'anno successivo si laureò alla Columbia's Film School e divenne membro del gruppo culturale inglese di avanguardia Art and Language. L'esordio nel lungometraggio avvenne però qualche anno più tardi con The Loveless (1983), ambientato tra i "bikers" (i motociclisti) della provincia americana degli anni cinquanta.
Il desiderio di uscire dai limiti delle produzioni indipendenti e di raggiungere un pubblico più vasto indusse la Bigelow a tentare la strada delle major hollywoodiane, ma fu solo nel 1987 che riuscì a portare a termine il secondo lungometraggio, Il buio si avvicina, atipico horror contemporaneo dalle sfumature "esistenziali". I positivi riscontri ottenuti dal film non contribuirono tuttavia ad agevolare la realizzazione dei progetti successivi: l'uscita di Blue Steel - Bersaglio mortale (1990), un thriller imperniato sulla figura di una donna-poliziotto (interpretata da Jamie Lee Curtis), si deve in gran parte all'interessamento e alla coproduzione di Oliver Stone.
A proprio agio con i ritmi e le cadenze del film d'azione, nel 1991 colse il suo primo successo con Point Break - Punto di rottura, vicenda ad alta tensione a base di inseguimenti e rapine in banca, con i giovani Keanu Reeves e Patrick Swayze; il film, ambientato fra i surfisti della California, divenne rapidamente un cult movie e oggi è considerato uno dei film iconici degli anni 90. Dopo aver firmato, ancora su proposta di Stone, un episodio della miniserie televisiva Wild Palms (1993), la cineasta californiana diresse un altro thriller, questa volta co-sceneggiato e coprodotto dall'ex marito James Cameron, il visionario Strange Days (1995), un avvincente noir distopico non privo di contenuti morali e metaforici. Dopo una lunga pausa, la Bigelow è tornata dietro alla macchina da presa per girare Il mistero dell'acqua (2000), insolita e raffinata pellicola interpretata da Sean Penn ed Elizabeth Hurley, seguita da K-19 (K-19: The Widowmaker, 2002), costoso film indipendente che ricostruisce le sfortunate vicende del sottomarino sovietico K-19, avvenute nel 1961, e interpretato da Harrison Ford e Liam Neeson.
Nel 2006 ha diretto il cortometraggio pubblicitario Mission: zero per la Pirelli, con protagonista Uma Thurman.
Due anni dopo dirige The Hurt Locker, un film bellico ambientato durante la guerra in Iraq che segue le vicende quotidiane di un gruppo di militari statunitensi. Inizialmente poco considerato, nel corso del 2009 The Hurt Locker si è rivelato un grande successo di critica, ottenendo numerosi riconoscimenti. Agli Oscar 2010, su nove candidature il film riceve sei premi: miglior film, miglior sceneggiatura originale, miglior montaggio sonoro, miglior sonoro, miglior montaggio e miglior regia, rendendo la Bigelow la prima donna in assoluto, in ottant'anni di storia del premio, a ottenere questo premio. Il film vince anche molti altri premi, tra cui quello della Directors Guild of America, il BAFTA, il Satellite Award, oltre che una candidatura al Leone d'oro di Venezia. 
Nel 2012 gira un altro film di ambientazione militare, Zero Dark Thirty, sull'operazione militare americana che portò all'individuazione e all'uccisione di Osama bin Laden nel 2011. Il film ottenne un buon successo di critica, ricevendo cinque candidature agli Oscar 2013 e vari premi e candidature ai BAFTA, ai Golden Globe e ai Satellite Award.
Dopo una pausa di cinque anni, la regista torna sugli schermi nel 2017 con Detroit, incentrato sui violenti scontri avvenuti nella metropoli americana nel luglio 1967.

## Vita privata
Dal 1989 al 1991 è stata sposata con il regista James Cameron. Per alcuni anni è stata la compagna del giornalista Mark Boal.
Occasionalmente è anche pittrice.

## Filmografia

### Regista

#### Cinema
- The Set-Up (1978) - cortometraggio
- The Loveless, co-regia Monty Montgomery (1981)
- Il buio si avvicina (Near Dark) (1987)
- Blue Steel - Bersaglio mortale (Blue Steel) (1990)
- Point Break - Punto di rottura (Point Break) (1991)
- Strange Days (1995)
- Il mistero dell'acqua (The Weight of Water) (2000)
- K-19 (K-19: The Widowmaker) (2002)
- Mission Zero (2007) - cortometraggio
- The Hurt Locker (2008)
- Zero Dark Thirty (2012)
- Detroit (2017)

#### Televisione
- Wild Palms (1993) - miniserie TV
- The Miraculous Year (2011) - film TV

#### Videoclip
- New Order - Touched by the Hand of God (1987)

### Sceneggiatrice

#### Cinema
- The Loveless, co-regia Monty Montgomery (1981)
- Il buio si avvicina (Near Dark) (1987)
- Blue Steel - Bersaglio mortale (Blue Steel) (1990)

#### Televisione
- Preso in trappola (Undertow), regia di Eric Red (1996) – film TV